# Буславль
Буславль — деревня в Дмитровском районе Московской области, в составе сельского поселения Якотское. До 2006 года Буславль входил в состав Якотского сельского округа.
По состоянию на конец 2014 года деревня запустела, остался один заброшенный дом.

## История
Первое упоминание деревни под названием "Буславка" относится к XVI веку. Деревня принадлежала Беклемишевым. Во время правления царя Феодора Иоанновича деревня пожертвована Пафнутиеву Боровскому монастырю:
"В Дмитровском уезде вотчина за Пафнотьевым монастырем деревня Меленки, да деревня Буславка с пустошми. А старожильцы помнят про тое вотчину дача Биклемишевых при государе царе и великом князе Федоре Ивановиче всея Русии".
Л.В. Васильев связывает название либо с Буславъ (родств. др.-польск. Busław — из Bud(o)sław), либо с *Быславъ (от глагола *byti).

## Расположение
Деревня расположена в северо-восточной части района, примерно в 10 км почти к востоку от Дмитрова, на возвышенности Клинско-Дмитровской гряды, высота центра над уровнем моря 232 м. Ближайший населённый пункт — Пыхино в 2 км на север.

## Население
| 2002 | 2006 | 2010 |
| ---- | ---- | ---- |
| 0    | →0   | →0   |